# Rosencrantz af Granhammar
Rosencrantz af Granhammar var en svensk adelsätt med sätesgården Granhammar i Västra Ryds socken i Uppland. Ätten adlades 1612, introducerades på Sveriges Riddarhus 1633, och utslocknade 1672.
Vapen: en delad sköld,  övre delen av en struts med en hästsko i näbben, det undre fältet i blått med tre svarta örnvingar bjälkvis.

## Historia
Släkten är känd genom fyra generationer. Den äldste kände var Isak Nilsson (död 1593), som var fogde i Uppland. Han var i sitt första äktenskap gift med en dotter till ståthållaren på Nyköpingshus Gisle Nilsson Strutz "till Nydala och Barksäter", en person i kretsen kring hertig Karl, den senare Karl IX.
SonenRikard Isaksson gjorde militär karriär och uppnådde graden överste. Födelseåret är okänt. Han är nämnd som fänrik 1605, adlades 1612 av Gustav II Adolf med namnet Rosencrantz och fick då samma strutsprydda vapen som  morfadern, som hade dött utan manliga arvingar.
Rikard Rosencrantz deltog i kriget mot Ryssland och blev ståthållare i Lagdoga, en befäst stad som hade erövrats av svenskarna men som återlämnatdes till Ryssland vid freden i Stolbova 1617. Senare var han ståthållare i Pernau i Livland, nuvarande Pärnu i sydvästra Estland. Han dog 1621 i Pernau. Hans sätesgård Granhammar ligger i Västra Ryds socken, nuvarande Upplands-Bro kommun men hade också jordegendomar i Finland.
Det blev två söner till den adlade som 1633 introducerades på Riddarhuset med nummer 197. Den ene var ogift, den andre hade en ogift son, som 1672 slöt ätten på svärdssidan.